# Uniforme de Windsor

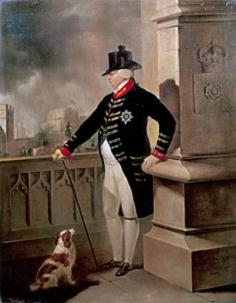
Jorge III, creador del uniforme, llevándolo en un retrato en el castillo de Windsor por Stroehling en 1807.

El uniforme de Windsor es un tipo de vestimenta usado por el monarca británico, los príncipes de la familia real británica y otras personas escogidas en el castillo homónimo.

## Historia

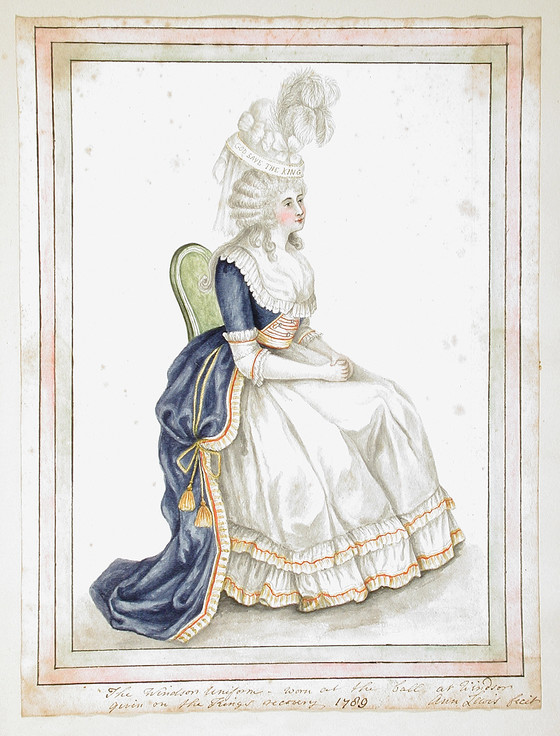
Acuarela que constituye la única representación femenina del uniforme de Windsor (1789).

El uniforme surge en la década de 1770, con el uso por parte de Jorge III del Reino Unido y de algunos de sus hijos de un frac inspirado en los colores utilizados en la librea de la casa del Rey. Durante esta época, la reina Carlota y algunas de sus hijas usaron en alguna ocasión levitas similares a las llevadas por el rey y sus hijos. En el reinado de Jorge IV se estabiliza la forma y uso del uniforme de Windsor.
Durante el siglo XIX el uniforme se concedía también a príncipes extranjeros como:
- Luis Felipe I, rey de los franceses en 1842.[2]
- Nicolás, zarévich de Rusia (y futuro Nicolás II de Rusia), durante una visita al castillo de Windsor en 1894 por su compromiso con Alix de Hesse, nieta de la reina Victoria que se encontraba visitando a su abuela.[3]

En la actualidad continúa siendo utilizada por el monarca británico y algunos príncipes de su real familia.

## Descripción

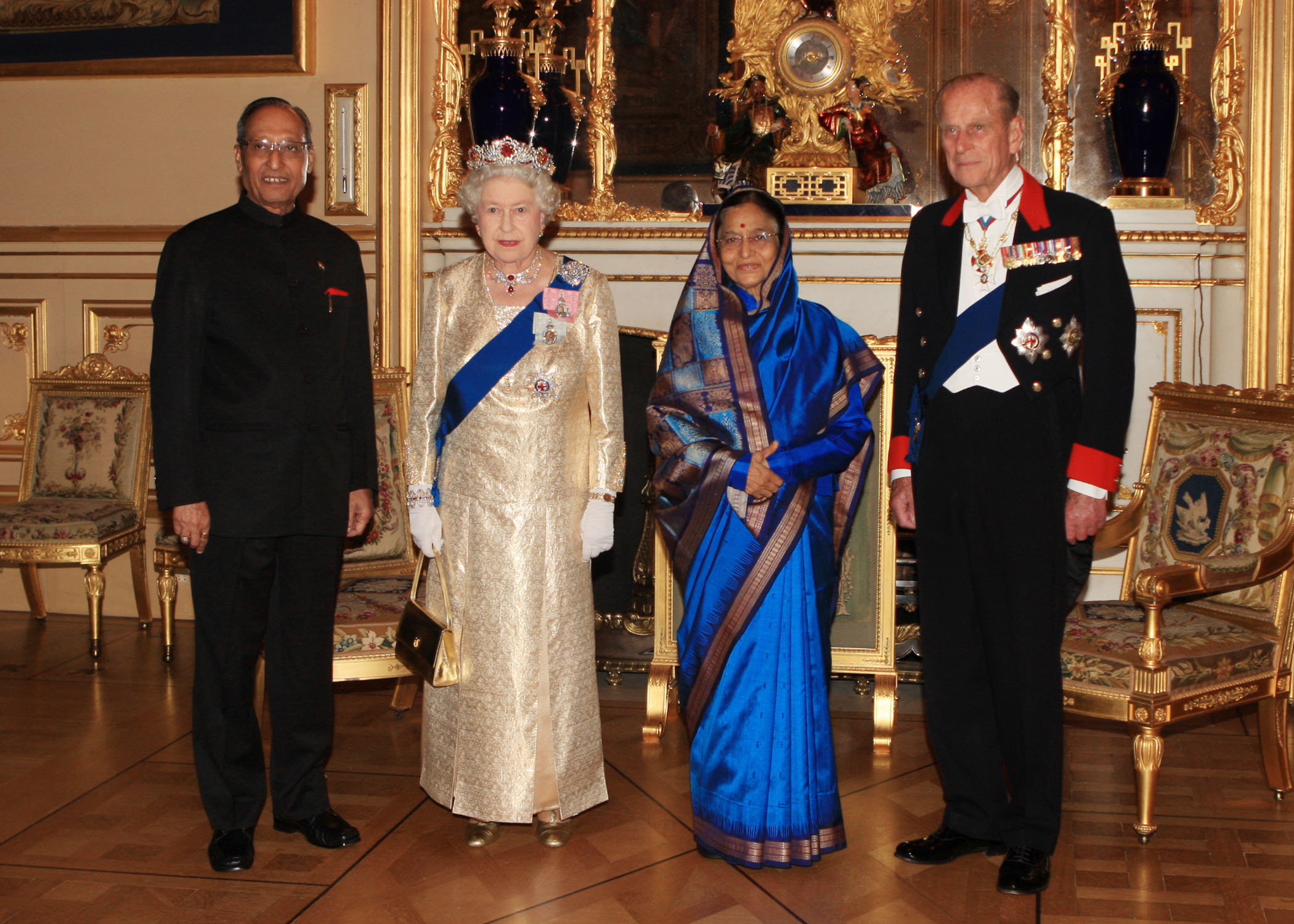
Felipe, duque de Edimburgo (a la derecha) llevando el uniforme de Windsor en 2009 durante una visita de la presidenta de India, Pratibha Patil.

El uniforme es una derivación del traje de corte inglés, muy similar al frac de calzón corto. La levita es de color azul, con solapas rojas en el cuello y la vuelta de las mangas. Los botones son dorados con un relieve de la estrella de la Orden de la Jarretera.

### Individuales
1. ↑  Strasdin, Kate (5 de octubre de 2017). Inside the Royal Wardrobe: A Dress History of Queen Alexandra (en inglés). Bloomsbury Publishing. ISBN 978-1-4742-6994-0. Consultado el 12 de junio de 2023.
2. ↑  «The Windsor Uniform Coatee of HM Louis-Philippe, King of the French 1830-48». Christie's (en inglés). 1 de enero de 1970.
3. ↑  Rusia, Nicolás II de; Hesse, Alix de (1997). «1894 - Nicky to Empress Marie - 14 June - Windsor Castle». A lifelong passion: Nicholas and Alexandra: their own story (en inglés). Londres: Phoenix Giant. pp. 74-75.